# La Plaine étincelante
La Plaine étincelante (en anglais The Story of the Glittering Plain, or The Land of Living Men) est un roman merveilleux écrit par l'artiste britannique William Morris et paru dans la presse en 1890 avant d'être repris en volume l'année suivante. Il relate les aventures d'un jeune homme qui, parti à la recherche de sa promise enlevée par des bandits, parvient dans un pays mystérieux où les vieillards retrouvent la jeunesse. La Plaine étincelante est considéré comme l'un des romans précurseurs du genre de la fantasy.

## Résumé

### L'enlèvement et l'île de Rançon
Gîtallègre (en anglais Hallblithe) est un jeune homme qui coule des jours paisibles à Cleveland-sur-mer au sein d'un clan appelé la Maison du Corbeau (House of the Raven). Il est promis à une jeune femme appelée l'Otage (the Hostage), qui fait partie de la Maison de la Rose. Tous deux sont amoureux et doivent se marier sous peu. Un jour, Gîtallègre voit venir à lui trois voyageurs épuisés qui cherchent le Pays de la Plaine étincelante (Land of the Glittering Plain), également appelé le Pays des Hommes vifs (the Land of the Living Men). Gîtallègre ignore où se trouve ce pays et les voyageurs repartent. Peu de temps après, l'Otage est enlevée dans les champs par des cavaliers inconnus. Gîtallègre se lance seul à la poursuite des ravisseurs. Il parvient jusqu'au rivage, où il rencontre une barque où  se trouve un guerrier roux vêtu de noir qui se présente comme un brigand et un ravisseur de femmes. Gîtallègre le provoque en duel, mais l'autre lui explique que sa fiancée a été enlevée par des marins venus de l'île de Rançon. L'homme, qui se fait appeler Renard-Chétif, propose de reporter le duel afin de conduire Gîtallègre jusqu'à l'île afin d'y récupérer l'Otage en échange d'une rançon. Ils naviguent ainsi tous deux jusqu'à l'île de Rançon, puis débarquent et entreprennent une route à pied. Lorsqu'ils campent pour la nuit, Gîtallègre fait un rêve où l'Otage lui indique son intention de passer par-dessus le bord du bateau de ses ravisseurs et de sauter à la mer : elle se retrouvera sans doute au Pays de la Plaine étincelante où elle demande à Gîtallègre de venir la chercher.
Le lendemain matin, Gîtallègre se réveille et se retrouve seul sur la côte : Renard-Chétif est parti en emportant équipement et victuailles. Fureux de s'être fait duper, mais déterminé à chercher sa fiancée, Gîtallègre explore l'île et entre dans une maison où il rencontre un vieillard chenu qui s'avère être le père de Renard-Chétif. Tous deux font partie du peuple des Ravageurs de la mer, qui semblent être ceux qui ont enlevé l'Otage. Le vieillard a l'intention de se rendre lui aussi au Pays de la Plaine étincelante afin d'y retrouver sa jeunesse perdue, et Gîtallègre accepte de voyager avec lui. Le vieillard donne alors à Gîtallègre un mot de passe (il doit dire qu'il cherche « la maison de ceux qui ne meurent point ») et lui indique comment se comporter afin que les guerriers de l'île ne lui fassent pas de mal à leur retour. Le soir, les guerriers rentrent et tout se passe comme le vieillard l'a prévu. Le roi donne le signal de diverses activités successives. Gîtallègre enrage car il voit des guerriers de son clan se faire vaincre par les bandits de l'île de Rançon, mais, obéissant aux indications de Vieux-Chenu, il ne tire pas son épée du fourreau. Il donne son mot de passe aux femmes de la maison, qui lui préparent gîte et couvert. Les musiciens chantent une chanson, puis tout le monde part se coucher sur ordre du roi.

### Au Pays de la Plaine étincelante
Le lendemain matin, Vieux-Chenu et Gîtallègre se mettent en route pour la Plaine étincelante. Après une journée et une nuit de traversée, ils parviennent au Pays de la Plaine étincelante. Vieux-Chenu explique que, dans sa jeunesse, il se nommait Aigle-Pêcheur et était le plus terrible guerrier du peuple des Ravageurs de la mer. Parvenu au Pays, il retrouvera sa jeunesse. Gîtallègre, à la proue du navire, décrit le rivage au vieillard à mesure qu'ils approchent, et ils finissent par débarquer au Pays de la Plaine étincelante.

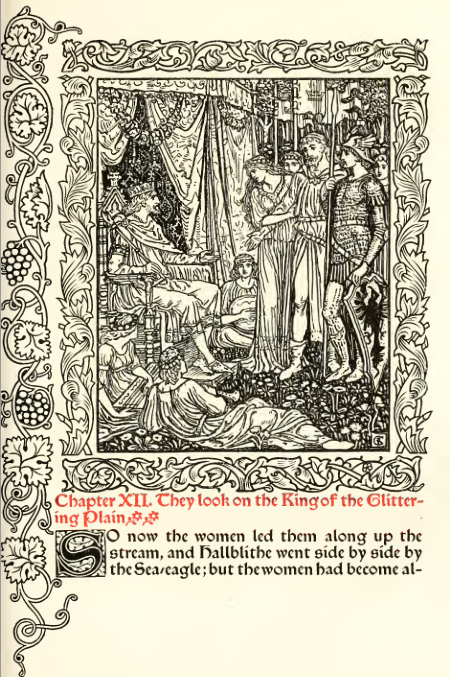
Illustration de Walter Crane pour le chapitre 12 dans la réédition de 1894.

Parvenu au Pays de la Plaine étincelante, Gîtallègre est accueilli par des femmes belles et prévenantes. Tout le monde semble heureux, tous les désirs semblent satisfaits. Gîtallègre se renseigne : personne n'a vu l'Otage, mais on lui recommande d'aller questionner le roi du Pays, le roi qui ne meurt point. Pendant ce temps, Vieux-Chenu, qui a disparu, réapparaît sous l'apparence d'un homme grand et vigoureux aux cheveux noirs : il est redevenu Aigle-Pêcheur dans la force de l'âge. Aigle-Pêcheur exhorte Gîtallègre à rester au Pays et à y choisir une épouse parmi les belles femmes qui les entourent, mais Gîtallègre n'est pas intéressé et l'exhorte au contraire à quitter le Pays pour reprendre sa vie de guerrier d'autrefois. Aigle-Pêcheur refuse, mais, par amitié, lui et plusieurs femmes accompagnent Gîtallègre jusqu'au magnifique pavillon du roi, à Orée-du-Bois, près de la lisière d'une forêt. Gîtallègre demande au roi d'exaucer son vœu de retrouver l'Otage. Le roi accepte et lui conseille d'explorer le Pays en quête de la femme qu'il désire et qui le désire. Gîtallègre est heureux. Il se met en route, guidé par Aigle-Pêcheur à qui le roi a indiqué le chemin. Mais lorsqu'ils parviennent à la clairière où doit se trouver la femme, Gîtallègre déchante. La jeune femme en question, quoique très belle, n'est pas l'Otage. Gîtallègre la voit consulter un livre où une enluminure représente l'Otage, mais la femme elle-même n'est autre que la fille du roi qui ne meurt point. Elle est amoureuse de Gîtallègre et son père souhaite les marier. Gîtallègre, déçu, retourne voir le roi, l'accuse de lui avoir menti et refuse son offre de lui faire épouser sa fille. Le roi, souriant mais visiblement en colère, se dit incapable de l'aider mais le laisse libre de chercher sa bien-aimée partout dans le royaume. Gîtallègre poursuit sa quête partout dans le Pays, où tout le monde est heureux et où ses questions sans réponse écornent le bonheur général. Désespéré, Gîtallègre finit par retomber sur l'endroit où se trouve le pavillon du roi et lui parle une troisième fois. Ayant compris que l'Otage ne se trouve pas dans le Pays, Gîtallègre demande au roi de l'aider à la retrouver ou de le laisser partir. Le roi, devenu terrible, réaffirme qu'il n'aidera ni ne fera obstacle à Gîtallègre. Le jeune homme tente de parler à Aigle-Pêcheur, qui désire toujours l'aider, mais il se rend compte que l'ancien vieillard perd peu à peu les souvenirs de sa vie avant son arrivée au Pays. Il décide alors de quitte ce pays mensonger. Aigle-Pêcheur et son épouse accompagnent Gîtallègre jusqu'au bout de la Plaine étincelante, où s'élève la dernière maison, dont le gardien leur défend de passer au nom du roi.
Gîtallègre prend congé de ses amis et s'aventure seul dans les montagnes qui entourent le Pays de ce côté. Il s'égare dans un désert rocheux absolument stérile et se sent peu à peu pris de maladie et de vertiges. Il est sauvé et nourri par trois hommes qui s'avèrent être les voyageurs qu'il avait rencontrés bien plus tôt. Reconnaissant, Gîtallègre rebrousse chemin afin de les guider jusqu'au Pays qu'ils cherchent depuis si longtemps. L'entreprise est désespérée car les voyageurs eux-mêmes n'ont presque plus de vivres. Tous quatre dépérissent sur leur route, jusqu'à ce que Gîtallègre aperçoive deux corbeaux, les animaux de son clan, qui lui redonnent le moral. Ils découvrent alors une grotte où ils s'aventurent et trouvent un raccourci qui les ramène au Pays de la Plaine étincelante. Le lendemain, tous ont repris leurs forces et les trois voyageurs ont rajeuni. Tous l'incitent à rester au Pays et à y profiter d'une vie de confort et de plaisirs, mais Gîtallègre refuse et repart seul. Il décide alors d'aller du côté de la mer où il entreprend de se construire un bateau.

### Seconde escale sur l'île de Rançon et dénouement

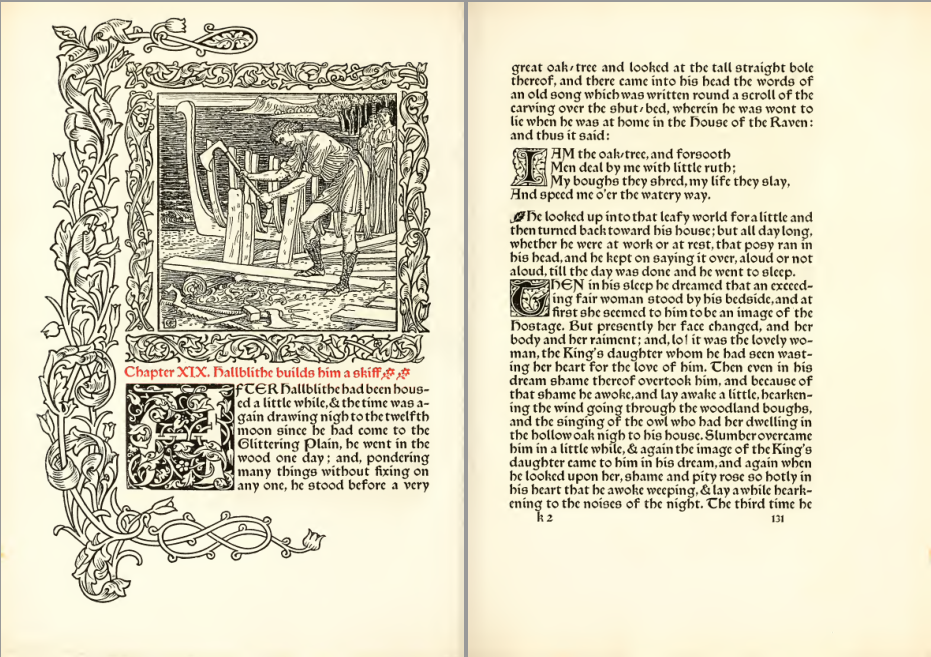
Illustration de Walter Crane pour le chapitre 19 dans la réédition de 1894 : Gîtallègre se construit un navire.

Après un long labeur durant lequel il est aidé par les gens de la région et par le souvenir d'une chanson de son peuple, Gîtallègre met à l'eau son embarcation. Mais son navire est bientôt ralenti par un calme plat et par un étrange épuisement. Lorsqu'il se réveille, il aperçoit avec effroi l'île de Rançon, vers laquelle le courant l'entraîne en dépit de ses efforts. Il se résout à accoster et, dans une prairie, il retrouve Renard-Chétif, qu'il provoque en duel avec colère. Renard-Chétif va chercher ses armes, de vieilles armes rouillées empruntées dans la tombe de son arrière-grand-père, le Grand-Goéland des Ravageurs. Interloqué, Gîtallègre finit par tenter d'attaquer l'autre quand même, mais se fait désarmer, puis rendre son arme. Renard-Chétif explique alors regretter ses mensonges et demande pardon. Tous deux entrent dans la maison de Renard-Chétif afin d'éviter la troupe des Ravageurs qui est de retour d'une expédition en mer, et ils se concertent pour élaborer un plan.
Le soir venu, dans la Maison des Ravageurs de la mer, le champion des Ravageurs affronte un champion du Corbeau. Ce dernier finit par triompher. Tous deux ne sont autres que Renard-Chétif et Gîtallègre. En vertu des lois locales, la défaite de Renard-Chétif a fait de lui l'esclave de Gîtallègre. Le roi, appelé le Rapace, offre la liberté et l'esclave à Gîtallègre, mais ce dernier révèle la vérité : tous deux ont arrangé le combat pour que lui, Gîtallègre, soit vainqueur. Gîtallègre défie alors les Ravageurs, qui tirent leurs épées et les encerclent, menaçants. Le roi les arrête et ordonne de servir le festin. Dans la soirée, il apparaît que tous les guerriers n'approuvent pas la décision du Rapace, mais ce dernier n'en a cure. Le Rapace fait chanter une question où Gîtallègre croit reconnaître un message au sujet de l'Otage. Le Rapace fait alors entrer celle qui doit s'asseoir sur ce trône : une femme qui n'est autre que l'Otage. Gîtallègre et l'Otage se retrouvent, mais l'Otage pose une question à Gîtallègre sur leur passé commun afin de s'assurer que c'est bien lui. Le lendemain, Gîtallègre, l'Otage et Renard-Chétif quittent l'île de Rançon, suivis par le Rapace, que ses guerriers ont désavoué. Après une courte traversée, ils abordent à Cleveland-sur-mer, où Renard-Chétif se présente comme ramenant l'Otage enlevée ainsi que Gîtallègre. Tous peuvent désormais couler des jours paisibles.

## Histoire éditoriale

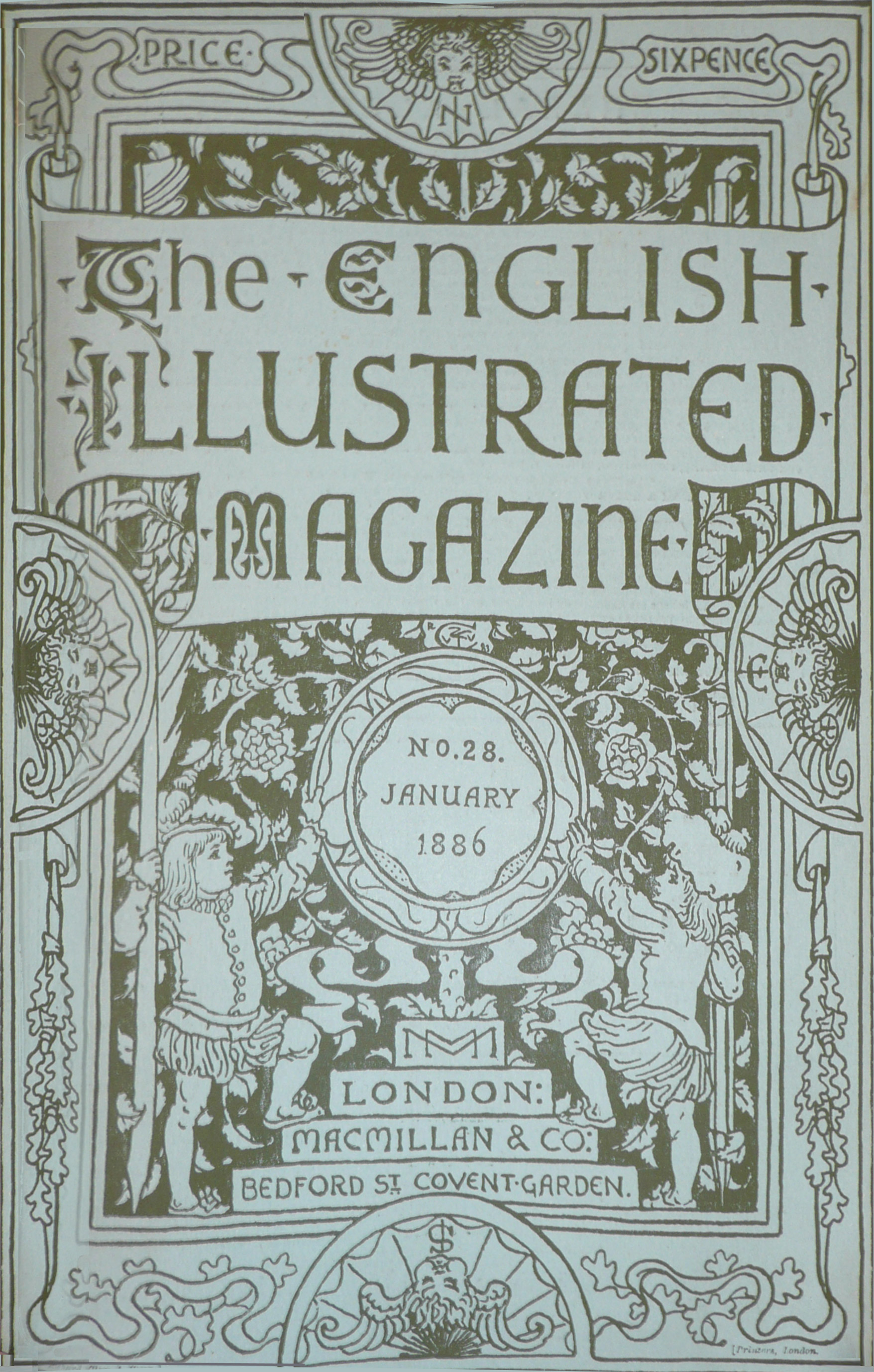
Une couverture de The English Illustrated Magazine quelques années avant la parution du roman de Morris (no 28, janvier 1886).

The Story of the Glittering Plain paraît d'abord dans la revue The English Illustrated Magazine (en), volume VII, en 1890. Il est ensuite publié en 1891 en volume par Kelmscott Press, la maison d'édition créée par William Morris lui-même. La fonte de caractère utilisée pour le titre est la Golden, dessinée par Morris. Une deuxième édition paraît chez le même éditeur en 1894, dotée cette fois d'un titre en fonte Troy (également dessinée par Morris) et dotée d'illustrations par Walter Crane ; ces illustrations sont conçues comme des gravures sur bois. La seconde édition est un faible tirage avec 250 copies sur papier et 7 sur vélin.
En 1896, les droits du roman sont transférés à l'éditeur britannique Longman qui réédite le livre en 1913. Le livre tombe ensuite dans l'oubli jusqu'en 1973 où il est réédité par une maison d'édition américaine, la Newcastle Publishing Company, sous le titre The Glittering Plain, dans la collection Newcastle Forgotten Fantasy Library (en) destinée à rééditer des ouvrages de fantasy alors oubliés ou indisponibles aux États-Unis.
La première traduction française du roman, par Francis Guévremont, paraît sous le titre La Plaine étincelante aux éditions Aux Forges de Vulcain en 2017.

## Analyse
Carole Silver décrit l'univers de La Plaine étincelante et des autres romans écrits par Morris dans les années 1890 (La Source au bout du monde, Le Lac aux îles enchantées,  The Wood Beyond the World et The Sundering Flood) comme « des voyages dans un monde au-delà du monde en quête de soi ».

## Postérité
Dans son ouvrage Literary Swordsmen and Sorcerers : The Makers of Heroic Fantasy, Lyon Sprague de Camp considère La Plaine étincelante comme l'un des romans précurseurs du genre littéraire de la fantasy. En effet, Morris y décrit un monde imaginaire où le surnaturel existe, ce qui correspond aux définitions du genre tel qu'il s'épanouit ensuite au cours du XXe siècle. Anne Besson indique que la postérité de La Plaine étincelante et des autres derniers romans de Morris a été largement conditionnée par la postérité des romans de Tolkien : autant ils influencent Tolkien adolescent, autant ils sont lus par la suite essentiellement grâce au succès des romans de Tolkien et à titre de sources d'inspiration utilisées par lui. Les romans de Morris, qui recherchent délibérément un archaïsme stylistique, emploient de très nombreuses formes anglaises anciennes sorties de l'usage depuis longtemps, un artifice qui peut paraître excessif aujourd'hui et que Tolkien n'emploie pas dans les mêmes proportions ensuite.